# Изотопы московия
Изотопы московия — разновидности атомов (и ядер) химического элемента московия, имеющие разное содержание нейтронов в ядре. В природе не встречаются изотопы московия. Самым долгоживущим из известных изотопов московия является 292Mc с периодом полураспада 5 секунд.

## Таблица изотопов московия
| Символ нуклида | Z(p)                | N(n)                | Масса изотопа (а. е. м.) | Период полураспада (T1/2) | Канал распада | Продукт распада | Спин и чётность ядра |
| Символ нуклида | Энергия возбуждения | Энергия возбуждения | Энергия возбуждения      | Период полураспада (T1/2) | Канал распада | Продукт распада | Спин и чётность ядра |
| -------------- | ------------------- | ------------------- | ------------------------ | ------------------------- | ------------- | --------------- | -------------------- |
| 287Mc          | 115                 | 172                 | 287,19070(52)#           | 37(+44−13) мс             | α             | 283Nh           |                      |
| 288Mc          | 115                 | 173                 | 288,19274(62)#           | 164(+30−21) мс            | α             | 284Nh           |                      |
| 289Mc          | 115                 | 174                 | 289,19363(89)#           | 330(+120−80) мс           | α             | 285Nh           |                      |
| 290Mc          | 115                 | 175                 | 290,19598(73)#           | 650(+490−200) мс          | α             | 286Nh           |                      |
| 291Mc          | 115                 | 176                 | 291,19707(88)#           | 1 с#                      | α             | 287Nh           |                      |
| 292Mc          | 115                 | 177                 | 292,20032(75)#           | 5 с#                      | α             | 288Nh           |                      |

### Пояснения к таблице
- Значения, помеченные решёткой (#), получены не из одних лишь экспериментальных данных, а (хотя бы частично) оценены из систематических трендов у соседних нуклидов (с такими же соотношениями Z и N). Неуверенно определённые значения спина и/или чётности заключены в скобки.

- Погрешность приводится в виде числа в скобках, выраженного в единицах последней значащей цифры, означает одно стандартное отклонение (за исключением распространённости и стандартной атомной массы изотопа по данным ИЮПАК, для которых используется более сложное определение погрешности). Примеры: 29770,6(5) означает 29770,6 ± 0,5; 21,48(15) означает 21,48 ± 0,15; −2200,2(18) означает −2200,2 ± 1,8.